# Beugnon
Beugnon är en kommun i departementet Yonne i regionen Bourgogne-Franche-Comté i norra Frankrike. Kommunen ligger i kantonen Flogny-la-Chapelle som tillhör arrondissementet Avallon. År 2022 hade Beugnon 286 invånare.

## Befolkningsutveckling
Antalet invånare i kommunen Beugnon
| Referens: INSEE |